# Pia-Sophie Wolter
Pia-Sofie Wolter (Bremen, 13 november 1997) is een Duits voetbalspeelster.

## Statistieken
| Seizoen | Club             | Land      | Competitie    | Wedstrijden | Doelpunten |
| ------- | ---------------- | --------- | ------------- | ----------- | ---------- |
| 2013/14 | SV Werder Bremen | Duitsland | 2. Bundesliga | 4           | 1          |
| 2014/15 | SV Werder Bremen | Duitsland | 2. Bundesliga | 21          | 4          |
| 2015/16 | SV Werder Bremen | Duitsland | Bundesliga    | 12          | 0          |
| 2016/17 | SV Werder Bremen | Duitsland | 2. Bundesliga | 12          | 0          |
| 2017/18 | SV Werder Bremen | Nederland | Bundesliga    | 17          | `          |
| 2018/19 | Wolfsburg II     | Duitsland | 2. Bundesliga | 1           | 0          |
| 2018/19 | VfL Wolfsburg    | Duitsland | Bundesliga    | 14          | 3          |
| 2019/20 | VfL Wolfsburg    | Duitsland | Bundesliga    | 18          | 2          |
| 2020/21 | VfL Wolfsburg    | Duitsland | Bundesliga    | --          | --         |
| Totaal  | Totaal           | Totaal    | Totaal        | 99          | 11         |

Laatste update: augustus 2020

## Interlands
Sinds 2015 speelde Wolter voor het Duits nationale team O19 en sinds 2016 voor O20.
In seizoen 2019-20 speelde Wolter met Wolfsburg in de finale van de Champions League.

## Privé
Pia-Sofie Wolter is de dochter van de Duitse voetballer Thomas Wolter.